# Крайко, Александр Николаевич
Александр Николаевич Крайко (20 августа 1934, Москва) — советский и российский учёный-механик, специалист в области газовой динамики, аэродинамики больших скоростей и численных методов.

## Биография
Родился в семье инженера Николая Андреевича Крайко, мама — Нина Александровна Менделевич работала машинисткой в Госплане, известный скульптор И. А. Менделевич приходился ей дядей.
Детство и юность прошли в Москве на Пятницкой улице. Отец погиб на фронтах Великой Отечественной войны в 1942 году.
Окончил среднюю школу № 578 в Москве. В 1953 году поступил на Аэро-механический факультет МФТИ, который окончил в 1959 году, руководитель дипломной работы В. В. Поляков.
Ученик Г. Г. Чёрного и Ю. Д. Шмыглевского.
С 1959 года — в ЦИАМ имени П. И. Баранова, инженер, ст. инженер, вед. инженер, 1969—1973 — ст. научный сотрудник, 1973—1975 — нач. сектора, с 1975 — нач. отдела теоретической газовой динамики, численных методов и математического эксперимента, затем — научный руководитель по направлению газовая динамика и тепло физика ЦИАМ. Сотрудничал в ВЦ АН СССР с 1959 по 1964 год.
Кандидат физико-математических наук (1968). Доктор физико-математических наук (1973).
С 1968 года преподаёт на кафедре газовой динамики, горения и теплообмена Московского физико-технического института (с 1978 года — профессор).
Член Российского национального комитета по теоретической и прикладной механике (с 1983), действительный член Российской Академии естественных наук.
Член редколлегии журнала Известия РАН. «Механика жидкости и газа».
Область научных интересов: теоретическая газовая динамика, численные методы газовой динамики и аэроакустики, построение оптимальных аэродинамических форм, неравновесные и многофазные течения. Автор более 250 статей по механике и прикладной математике.
Создал научную школу, среди его учеников 7 докторов (А. А. Осипов, А. Л. Ни, М. Я. Иванов, А. А. Махмудов, Г. Е. Якунина, Е. В. Мышенков и др.) и 27 кандидатов наук.
Женат, имеет трёх дочерей.

## Политическая деятельность
В 1989 году был избран народным депутатом СССР от Бауманского территориального избирательного округа № 3 г. Москвы (26 марта получил 64 % голосов, а его соперник Е. Адамов — 25,5 %). В июне 1989 года вошёл в состав Межрегиональной депутатской группы, но после призыва А. Сахарова к забастовке в декабре 1989 года вышел из неё. Член Комитета Верховного Совета СССР по науке. Был сопредседателем депутатской группы «За конструктивное взаимодействие», член инициативной группы «Движение конструктивных сил».
12 июня 1991 года участвовал в выборах мэра Москвы в качестве кандидата на пост вице-мэра при кандидате в мэры В. Т. Сайкине (2-е место при 16,3 % голосов), уступив паре Г. Х. Попов — Ю. М. Лужков (65,3 %).

### Монографии
1. Годунов С. К. (ред.), Иванов М. Я., Забродин А. В., Крайко А. Н., Прокопов Г. П. Численное решение многомерных задач газовой динамики. — М.: Наука, 1976. — 400 с.
2. Крайко А. Н. Вариационные задачи газовой динамики. — М.: Наука (ФМ), 1979. — 448 с.
3. Крайко А. Н. (ред.), Пудовиков Д. Е., Якунина Г. Е. Теория аэродинамических форм, близких к оптимальным. — М.: Янус-К, 2001. — 132 с.
4. Крайко А. Н. Теоретическая газовая динамика (краткий курс). — М.: МФТИ, 2007. — 300 с.
5. Газовая динамика. Избранное. В 2-х т. Т. 1. Ред.-составитель: А. Н. Крайко. М.: Физматлит, 2000. 720 с.; Издание второе исправленное. — М.: Физматлит, 2005. — 720 с.
6. Газовая динамика. Избранное. В 2-х т. Т. 2. Ред.-составители: А. Н. Крайко (отв.), А. Н. Ватажин, А. Н. Секундов. — М.: Физматлит, 2001. — 761 с.; Издание второе исправленное. — М.: Физматлит, 2005. — 752 с.
7. Механика жидкости и газа. Избранное. Ред.-составители: А. Н. Крайко (отв.), А. Б. Ватажин, Г. А. Любимов. — М.: Физматлит, 2003. — 752 с.
8. Крайко А. Н. Теоретическая газовая динамика: классика и современность. — М.: ТОРУС ПРЕСС, 2010. — 440 с.

### Статьи
- Список трудов на Math-Net.Ru
- Список трудов в РИНЦ.

## Награды и премии
- Орден «Знак Почёта» (1976)
- лауреат премии им. Н. Е. Жуковского (1970, с золотой медалью, в коллективе: В. И. Киреев др.), (2008, за лучшее учебное пособие).
- лауреат Государственной премии СССР (1978, с Ю. Д. Шмыглевским, У. Г. Пирумовым, Л. Е. Стерниным и др.)
- Заслуженный деятель науки РФ (2004)
- лауреат премии им. Л. И. Седова (2005)
- лауреат премии им. Г. Г. Чёрного (2014)
- Почётный авиастроитель РФ.
- Заслуженный профессор МФТИ